# José María Gil Tamayo
José María Gil Tamayo, né le 5 juin 1957 à Zalamea de la Serena (province de Badajoz), est un prélat espagnol, évêque d'Ávila de 2018 à 2022, et archevêque de Grenade depuis le 1er février 2023.

## Biographie

### Formation
Il entre au séminaire métropolitain de San Atón, où il poursuit toutes ses études ecclésiastiques jusqu'à son ordination sacerdotale en 1980 pour l'archidiocèse de Mérida-Badajoz.
Plus tard, il est licencié en sciences des religions à la faculté de théologie de l'université de Navarre et travaille pour différentes paroisses rurales de La Serena et dans la pastorale éducative de la jeunesse. Ensuite il décide de compléter ses études en sciences de l'information pour la seconde fois à l'université de Navarre.

### Travail pastoral
En 1992, il travaille à la direction de la délégation des moyens de communication et du bureau d'information diocésaine et organise au séminaire diocésain le programme « Église en chemin » qu'il dirige jusqu'en 2005. Il participe activement à la chaîne  Popular TV de la province de Badajoz, parallèlement à sa charge d'aumônier du collège de la Sainte-Famille de Badajoz. Plus tard, il est professeur titulaire de communication à l'université pontificale de Salamanque. Par la suite il enseigne en République d'El Salvador comme professeur invité à l'université catholique du Salvador. À son retour en Espagne, il entre comme membre au conseil d'administration de la Cadena COPE et de celui de Popular TV ; il est conseiller de l'Unión Católica de Informadores y Periodistas de España (UCIP-E) (Union catholique des informateurs et journalistes d'Espagne), chanoine de la cathédrale Saint-Jean-Baptiste de Badajoz, tout en étant collaborateur régulier de l'émission radiophonique La Linterna, et curé de la cathédrale.
Le 7 octobre 2006, il est nommé par Benoît XVI consulteur du Conseil pontifical des communications sociales, et renouvelé pour cinq ans le 13 décembre 2011. Le 20 novembre 2013, il est élu secrétaire général de la Conférence épiscopale espagnole pour le quinquennat 2013-2018 en remplacement de Mgr Juan Antonio Martínez Camino.

### Évêque
Il est nommé par le pape François évêque d'Ávila le 6 novembre 2018 et prend possession de son siège le 15 décembre 2018 le jour de sa consécration par le cardinal Blázquez Pérez.